# 9897 Malerba
9897 Malerba este un asteroid din centura principală de asteroizi.

## Descriere
9897 Malerba este un asteroid din centura principală de asteroizi. A fost descoperit pe 14 februarie 1996 la Cima Ekar de Maura Tombelli și Ulisse Munari. Asteroidul prezintă o orbită caracterizată de o semiaxă mare de 2,22 ua, o excentricitate de 0,20 și o înclinație de 6,4° în raport cu ecliptica.